# Смит-Роу, Имил
Ими́л Смит-Ро́у (англ. Emile Smith Rowe; 28 июля 2000, Лондон, Англия) — английский футболист, полузащитник клуба «Фулхэм» и сборной Англии.

## Клубная карьера

### «Арсенал»
В 2010 году десятилетний Смит-Роу поступил в футбольную академию лондонского «Арсенала», «Хейл-Энд». В сезоне 2016/17 он впервые проявил себя в команде до 23 лет, будучи 16-летним. Он продолжал выступать в команде до 23 лет в течение сезона 2017/2018, выходил на поле 11 раз.
В возрасте 17 лет присоединился к первой команде «Арсенала» в предсезонном турнире в Сингапуре в июле 2018 года. В матче против «Атлетико Мадрид» забил свой первый гол и сравнял счёт (1:1) в основное время. 28 июля, в свой 18-й день рождения, на том же предсезонном турнире он отдал голевую передачу в матче с «Пари Сен-Жермен», тем самым помог «Арсеналу» победить со счетом 5:1.
Смит-Роу подписал новый долгосрочный профессиональный контракт с «Арсеналом» 31 июля 2018 года. Главный тренер Унай Эмери сказал, что Имил имеет «большой потенциал». Продолжительность контракта не была раскрыта «Арсеналом», но, как сообщается, была заключена пятилетняя сделка.

## Карьера в сборной
Смит-Роу выступал за сборные Англии до 16, до 17 и до 18 лет.
В октябре 2017 года стал чемпионом мира в составе сборной Англии до 17 лет.

## Статистика
| Выступление        | Выступление      | Выступление      | Чемпионат | Чемпионат | Кубки | Кубки | Еврокубки | Еврокубки | Прочие | Прочие | Итого | Итого |
| Клуб               | Лига             | Сезон            | Игры      | Голы      | Игры  | Голы  | Игры      | Голы      | Игры   | Голы   | Игры  | Голы  |
| ------------------ | ---------------- | ---------------- | --------- | --------- | ----- | ----- | --------- | --------- | ------ | ------ | ----- | ----- |
| Арсенал (Лондон)   | Премьер-лига     | 2018/19          | 0         | 0         | 2     | 1     | 4         | 2         | —      | —      | 6     | 3     |
| Арсенал (Лондон)   | Премьер-лига     | 2019/20          | 2         | 0         | 1     | 0     | 3         | 0         | —      | —      | 6     | 0     |
| Арсенал (Лондон)   | Премьер-лига     | 2020/21          | 20        | 2         | 2     | 1     | 11        | 1         | 0      | 0      | 33    | 4     |
| Арсенал (Лондон)   | Премьер-лига     | 2021/22          | 33        | 10        | 4     | 1     | —         | —         | —      | —      | 37    | 11    |
| Арсенал (Лондон)   | Премьер-лига     | 2022/23          | 12        | 0         | 1     | 0     | 1         | 0         | —      | —      | 14    | 0     |
| Арсенал (Лондон)   | Итого            | Итого            | 67        | 12        | 10    | 3     | 19        | 3         | 0      | 0      | 96    | 18    |
| → РБ Лейпциг       | Бундеслига       | 2018/19          | 3         | 0         | —     | —     | —         | —         | —      | —      | 3     | 0     |
| → РБ Лейпциг       | Итого            | Итого            | 3         | 0         | —     | —     | —         | —         | —      | —      | 3     | 0     |
| → Хаддерсфилд Таун | Чемпионшип       | 2019/20          | 19        | 2         | —     | —     | —         | —         | —      | —      | 19    | 2     |
| → Хаддерсфилд Таун | Итого            | Итого            | 19        | 2         | —     | —     | —         | —         | —      | —      | 19    | 2     |
| Всего за карьеру   | Всего за карьеру | Всего за карьеру | 89        | 14        | 10    | 3     | 19        | 3         | 0      | 0      | 118   | 20    |

## Достижения
«Арсенал» (Лондон)
- Обладатель Суперкубка Англии (2): 2020, 2023

Сборная Англии до 17 лет
- Победитель чемпионата мира среди юношеских команд: 2017